# 1104
| 1104               |
| ------------------ |
| Dødsfald - Fødsler |
|                    |

| Gregoriansk kalender | 1104 MCIV               |
| Ab urbe condita      | 1857                    |
| Armensk kalender     | 553 ԹՎ ՇԾԳ              |
| Kinesiske kalender   | 3800 – 3801 癸未 – 甲申 |
| Etiopisk kalender    | 1096 – 1097             |
| Jødisk kalender      | 4864 – 4865             |
| Hindukalendere       |                         |
| - Vikram Samvat      | 1159 – 1160             |
| - Shaka Samvat       | 1026 – 1027             |
| - Kali Yuga          | 4205 – 4206             |
| Iransk kalender      | 482 – 483               |
| Islamisk kalender    | 497 – 498               |

Konge i Danmark: Niels 1104–1134
Se også 1104 (tal)

## Begivenheder
- Asser bliver udnævnt som den første nordiske ærkebiskop og med hovedsæde i Lund.
- Niels (1064?-25. juni 1134) krones til konge af Danmark.